# Aleksandra Kaczyńska
Aleksandra Kaczyńska, później Błoch (ur. 2 grudnia 1954 we Wrocławiu) – polska wioślarka, trenerka, olimpijka z Montrealu 1976 i Moskwy 1980.
Podczas kariery sportowej reprezentowała barwy AZS Politechnika Wrocławska. Siedmiokrotna mistrzyni Polski.
Uczestniczka mistrzostw świata w roku:
- 1974 podczas których zajęła 9. miejsce w czwórce ze sternikiem (partnerkami były: M. Grąbczewska, Aleksandra Jachowska, Zofia Majewska, E.Trentowska (sternik)),
- 1975 podczas których zajęła 9. miejsce w czwórce ze sternikiem  (partnerkami były: Aleksandra Jachowska, Janina Klucznik, Mieczysława Franczyk, Dorota Zdanowska (sternik)).
- 1977 podczas których zajęła 9. miejsce w dwójce podwójnej (partnerką była Hanna Jarkiewicz,
- 1978 podczas której zajęła 8. miejsce w czwórce ze sternikiem (partnerkami były: Róża Data, Hanna Jarkiewicz, Maria Kobylińska, Katarzyna Żmuda (sternik)),
- 1981 podczas których zajęła 7. miejsce w czwórce podwójnej (partnerkami były: Mariola Abrahamczyk, Zyta Jarka, Maria Kobylińska, Maria Dzieża.

Uczestniczka mistrzostw Europy w roku 1973 podczas których zajęła 8. miejsce w czwórce ze sternikiem (partnerkami były: Janina Klucznik, Hanna Jarkiewicz, Zofia Majewska, Hanna Jankowska (sternik)).
Na igrzyskach olimpijskich w roku 1976 w Montrealu wystartowała w ósemkach (partnerkami były:Anna Brandysiewicz, Bogusława Kozłowska, Barbara Wenta, Danuta Konkalec, Róża Data, Maria Stadnicka, Mieczysława Franczyk, Dorota Zdanowska (sternik)). Polska osada zajęła 7. miejsce.
Na igrzyskach olimpijskich w roku 1980 w Moskwie wystartowała w czwórce podwójnej ze sternikiem (partnerkami były: Bogusława Tomasiak, Mariola Abrahamczyk, Maria Kobylińska, Maria Dzieża (sternik)). Polska osada zajęła 5. miejsce.